# Eredivisie 2024/25 (vrouwenvoetbal)/Transfers winter
Dit is een lijst van transfers uit de Nederlandse Vrouwen Eredivisie in de maanden december en januari van de jaren 2024 en 2025 tijdens de winterstop in het seizoen 2023/24. Hierin staan alleen transfers die clubs uit de Vrouwen Eredivisie hebben voltooid.
| Speler            | Nationaliteit | Oude club             | Nieuwe club                | Extra       |
| ----------------- | ------------- | --------------------- | -------------------------- | ----------- |
| Merel Bormans     | Nederland     | FC Twente             | FC Utrecht                 | Huur        |
| Annouk Boshuizen  | Nederland     | ADO Den Haag          | Onbekend                   |             |
| Nayomi Buikema    | Nederland     | PEC Zwolle            | Ajax                       |             |
| Olivia Clark      | Wales         | FC Twente             | Leicester City WFC         |             |
| Jada Conijnenberg | Nederland     | Feyenoord             | IFK Norrköping DFK         |             |
| Febe Copier       | Nederland     | FC Utrecht            | AZ                         |             |
| Sophie Frankena   | Nederland     | FC Utrecht            | Excelsior                  |             |
| Albína Goretkiová | Tsjechië      | Slavia Praag          | Excelsior                  | Huur        |
| Lynn Groenewegen  | Nederland     | Excelsior             | FC Twente                  | Transfersom |
| Jasmijn de Groot  | Nederland     | Excelsior             |                            | Gestopt     |
| Zera Hulswit      | Nederland     | PSV                   | Feyenoord                  | Transfersom |
| Mao Itamura       | Japan         | JFA Academy Fukushima | Feyenoord                  |             |
| Fenna Kalma       | Nederland     | VfL Wolfsburg         | PSV                        |             |
| Diede Lemey       | België        | SV Werder Bremen      | FC Twente                  |             |
| Femke Liefting    | Nederland     | AZ                    | Chelsea FC                 | Transfersom |
| Venla Lindfors    | Finland       | Lidköpings FK         | Fortuna Sittard            |             |
| Dechamaily Lont   | Nederland     | Feyenoord             | Excelsior                  | Huur        |
| Lobke Loonen      | Nederland     | ADO Den Haag          | FC Utrecht                 | Transfersom |
| Nienke Mulder     | Nederland     | Feyenoord             | Fortuna Sittard            |             |
| Nadine Noordam    | Nederland     | Ajax                  | Brighton & Hove Albion WFC |             |
| Ella Peddemors    | Nederland     | FC Twente             | VfL Wolfsburg              | Einde huur  |
| Dewi Snippe       | Nederland     | sc Heerenveen         | De Graafschap              | Huur        |
| Ilse van Walsem   | Nederland     | VfR Warbeyen          | Fortuna Sittard            |             |
| Danique Ypema     | Nederland     | Feyenoord             | Heart of Midlothian WFC    |             |

2007/08 (zomer · winter) · 
2008/09 (zomer · winter) · 
2009/10 (zomer · winter) · 
2010/11 (zomer · winter) · 
2011/12 (zomer · winter) · 
2012/13 (zomer · winter) · 
2013/14 (zomer · winter) · 
2014/15 (zomer · winter) · 
2015/16 (zomer · winter) · 
2016/17 (zomer · winter) ·
2017/18 (zomer · winter) ·
2018/19 (zomer · winter) ·
2019/20 (zomer · winter) ·
2020/21 (zomer · winter) ·
2021/22 (zomer · winter) ·
2022/23 (zomer · winter) ·
2023/24 (zomer · winter) ·
2024/25 (zomer · winter)